# 27 listopada
27 listopada jest 331. (w latach przestępnych 332.) dniem w kalendarzu gregoriańskim. Do końca roku pozostaje 34 dni.

## Święta
- Imieniny obchodzą: Achacjusz, Achacy, Astryda, Bernardyn, Damazy, Dominik, Franciszek, Gustaw, Gustawa, Irenarch, Jakub, Jarosław, Jozafat, Maksym, Małgorzata, Oda, Prymityw, Radosław, Stojgniew, Walerian, Walery, Wergilia, Wergiliusz, Wirgilia, Wirgiliusz, Zygfryd, Zygfryda i Żaneta
- Kościół prawosławny:
  - Filip Apostoł
  - Grzegorz Palamas, arcybiskup Salonik
- Wspomnienia i święta w Kościele katolickim[1][2]:
  - Najświętszej Maryi Panny od Cudownego Medalika
  - bł. Bernardyn z Fossy (prezbiter)
  - św. Franciszek Antoni Fasani (prezbiter)
  - św. Maksym (biskup)
  - św. Fakund i Prymityw (męczennicy)
  - bł. Małgorzata Sabaudzka (patronka wdów)
  - św. Wirgiliusz z Salzburga (biskup)

## Wydarzenia w Polsce
- 1605 – W Krakowie odbył się ślub per procura cara Rosji Dymitra Samozwańca I i Maryny Mniszchówny.
- 1620 – W Warszawie został publicznie stracony niezrównoważony psychicznie szlachcic Michał Piekarski, który 15 listopada usiłował zamordować czekanem króla Zygmunta III Wazę.
- 1751 – Spłonął kościół Wniebowzięcia Najświętszej Maryi Panny w Zebrzydowicach.
- 1789 – Z inicjatywy prezydenta miasta Jana Dekerta w Warszawie spotkali się prezydenci 141 miast królewskich Rzeczypospolitej.
- 1806 – IV koalicja antyfrancuska:
  - Napoleon Bonaparte przybył do Poznania.
  - Wojska francuskie zajęły opuszczoną przez Prusaków Warszawę.
- 1815 – Cesarz Rosji i król Polski Aleksander I Romanow oktrojował Konstytucję Królestwa Polskiego.
- 1816 – Ukazało się ostatnie wydanie „Dziennika Departamentowego Krakowskiego”.
- 1896 – Została poświęcona cerkiew św. Aleksego w Łodzi.
- 1900 – Henryk Sienkiewicz zgłosił słowo pocztówka w konkursie na odpowiednik francuskiego wyrażenia oznaczającego kartkę korespondencyjną.
- 1921 – Zarejestrowano Klub Sportowy Warszawianka.
- 1922 – Odbyło się ostatnie posiedzenie Sejmu Ustawodawczego.
- 1923 – Założono Podlaską Wytwórnię Samolotów w Białej Podlaskiej.
- 1932 – We Lwowie rozpoczęły się rozruchy antyżydowskie.
- 1937 – Rada Ministrów wydała rozporządzenie o reaktywacji Legii Akademickiej.
- 1938 – Wojsko Polskie zajęło Jaworzynę.
- 1942 – W nocy z 27 na 28 listopada Niemcy rozpoczęli masowe wysiedlenia Polaków z Zamojszczyzny.
- 1944 – W granicach miejscowości Chartów koło Kostrzyna nad Odrą nastąpiło lądowanie grupy zwiadowców spadochronowych Armii Polskiej.
- 1947 – Poetka Kazimiera Iłłakowiczówna powróciła do kraju po 8 latach pobytu w Rumunii.
- 1948 – Otwarto pierwszy w Krakowie klub jazzowy.
- 1949 – Założono Zjednoczone Stronnictwo Ludowe (ZSL).
- 1959 – Założono Towarzystwo Przyjaciół Łodzi.
- 1975:
  - Premiera filmu Zaklęte rewiry w reżyserii Janusza Majewskiego.
  - W Warszawie powstał Ruch Solidarności z Ubogimi Trzeciego Świata „Maitri”.
- 1978 – Premiera filmu Bez znieczulenia w reżyserii Andrzeja Wajdy.
- 1981 – W Warszawie otwarto Most gen. Stefana Grota-Roweckiego.
- 1992 – Premiera filmu Sauna w reżyserii Filipa Bajona.
- 1997 – Daniel Fried został ambasadorem USA w Polsce.
- 2004 – Sejm RP przyjął ustawę o zawodzie tłumacza przysięgłego.
- 2012 – Trybunał Konstytucyjny orzekł, że wydane w 2004 roku rozporządzenie ministra rolnictwa, dotyczące warunków uboju rytualnego, jest niezgodne z ustawą o ochronie zwierząt z 1997 roku.
- 2015 – W nocy zdemontowano Pomnik Wdzięczności Armii Czerwonej w Mielcu[3].
- 2021 – Do Polski sprowadzono prochy Maurycego Mochnackiego.
- 2023 – Został zaprzysiężony trzeci rząd Mateusza Morawieckiego[4]

## Wydarzenia na świecie

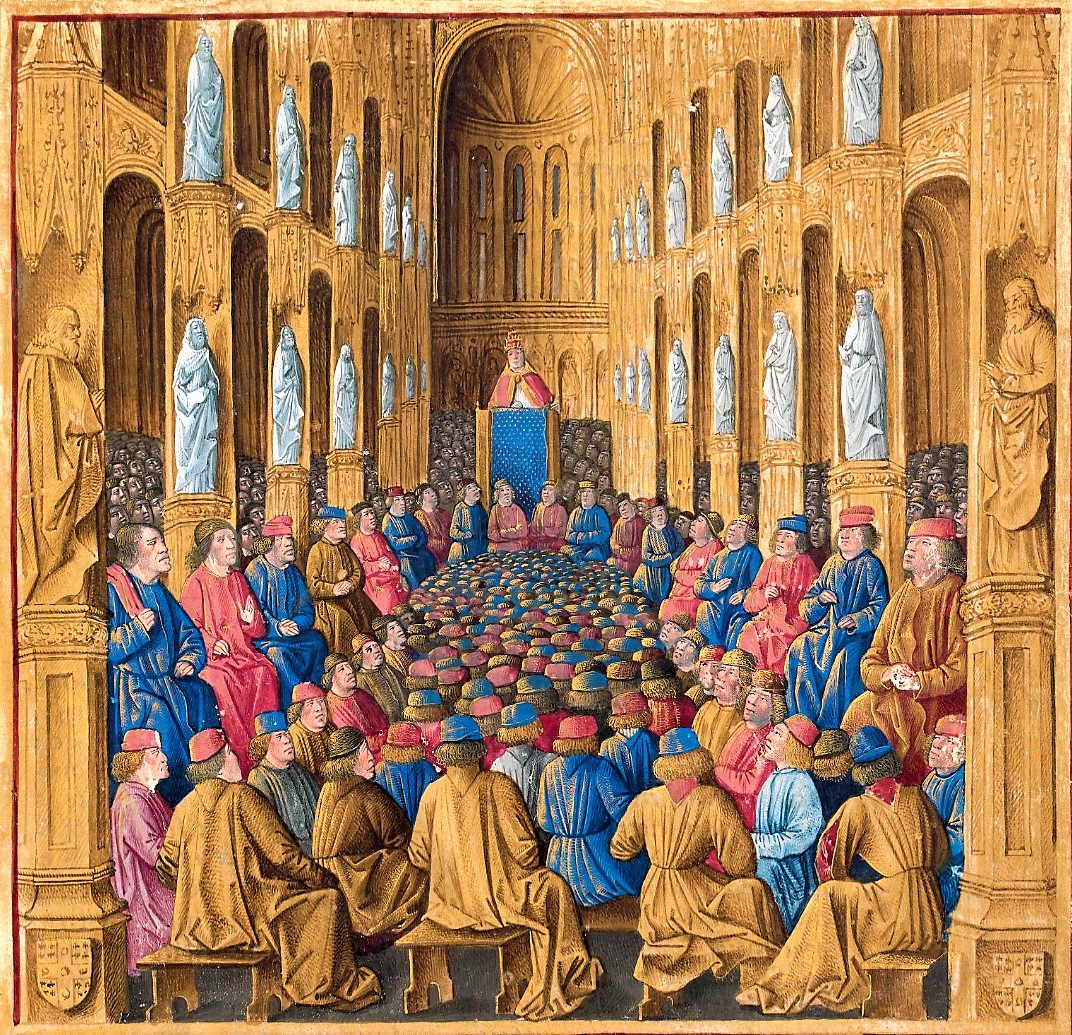
Synod w Clermont (1095)

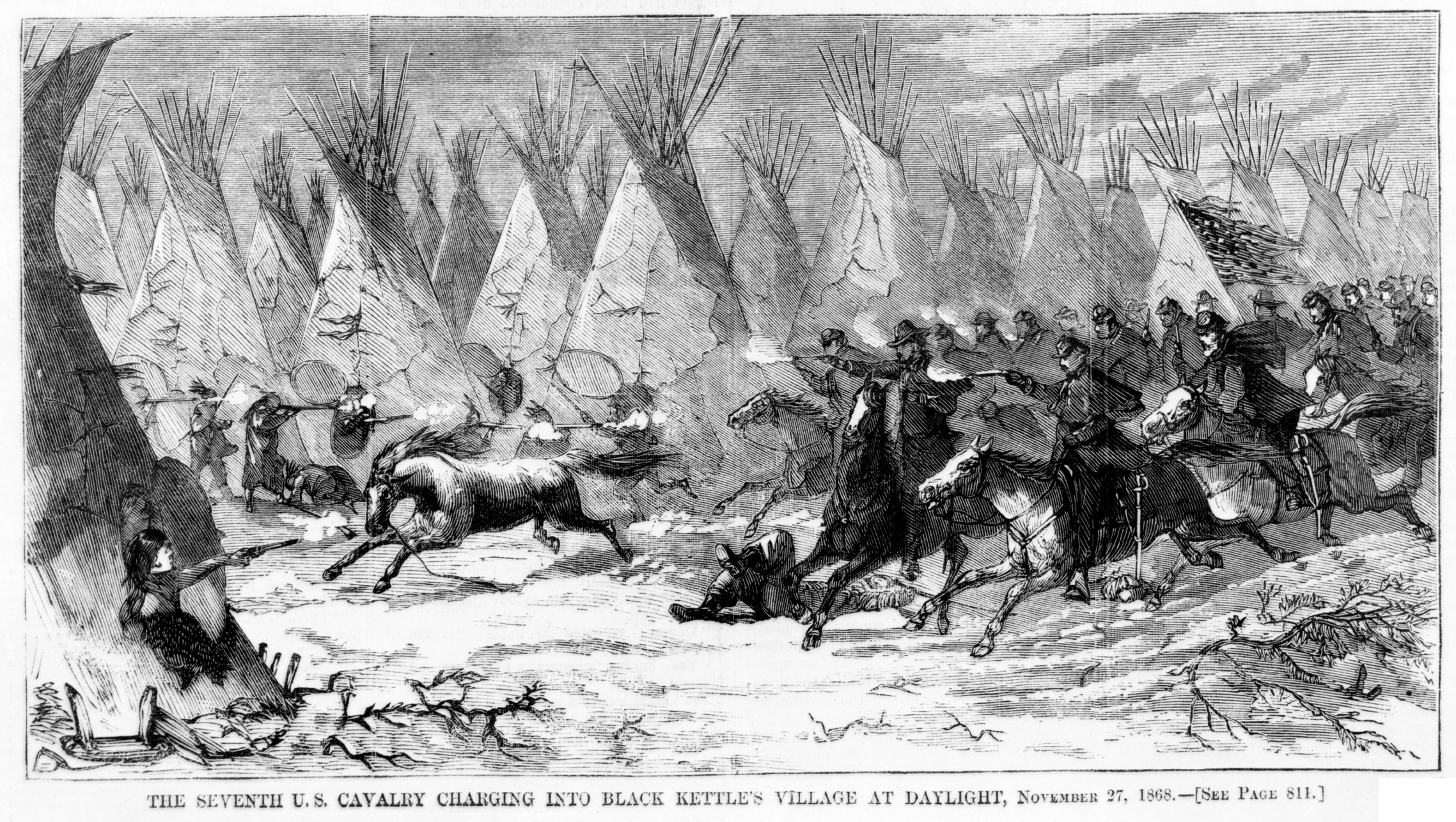
Amerykańska kawaleria w natarciu na Szejenów (1868)

- 176 – Marek Aureliusz ustanowił swojego syna Kommodusa współcesarzem, zrywając w ten sposób ze zwyczajem adopcji następców.
- 399 – Anastazy I został papieżem.
- 602 – Cesarz bizantyński Maurycjusz został obalony i zamordowany przez zbuntowanych żołnierzy pod wodzą Fokasa, który zajął jego miejsce.
- 1095 – Papież Urban II na synodzie w Clermont wezwał do udziału w wyprawie zbrojnej do Ziemi Świętej (I wyprawy krzyżowej).
- 1161 – Zwycięstwo wojsk dynastii Song nad inwazyjną armią dynastii Jin w bitwie pod Caishi w Chinach (26-27 listopada).
- 1237 – W bitwie pod Cortenuova cesarz rzymski Fryderyk II Hohenstauf rozbił wojska Ligi Lombardzkiej.
- 1308 – Henryk VII Luksemburski został wybrany na króla Niemiec.
- 1315 – Król Aragonii Jakub II Sprawiedliwy poślubił w Gironie swą trzecią żonę, księżniczkę cypryjską i jerozolimską Marię.
- 1382 – Król Francji Karol VI Szalony pokonał powstańców flandryjskich w bitwie pod Roosebeke.
- 1582 – William Szekspir ożenił się z Anne Hathaway.
- 1592 – Po śmierci króla Szwecji Jana III Wazy jego następcą został najstarszy syn, król Polski Zygmunt III Waza – początek polsko-szwedzkiej unii personalnej.
- 1688 – Neofit IV został patriarchą Konstantynopola.
- 1697 – Został obalony i uwięziony pierwszy minister Brandenburgii Eberhard von Danckelman.
- 1740 – Poświęcono kościół na zamku Christiansborg w Kopenhadze.
- 1743 – W Kaplicy Królewskiej w Pałacu św. Jakuba odbyły się premierowe wykonania utworów Dettingen Te Deum i The King shall rejoice, skomponowanych przez Georga Friedricha Händla dla uczczenia zwycięstwa wojsk brytyjsko-habsburskich nad francuskimi w bitwie pod Dettingen 27 czerwca tego roku.
- 1803 – Papież Pius VII utworzył metropolię Caracas w Wenezueli.
- 1812 – Inwazja na Rosję: wycofujące się wojska napoleońskie przeprawiły się przez Berezynę.
- 1816 – Przyszły książę Monako Florestan I Grimaldi ożenił się w Paryżu z francuską aktorką Marią Gilbert de Lametz.
- 1822 – W rekordowym wieku 62 lat padł angielski koń pociągowy Old Billy.
- 1826 – Angielski aptekarz John Walker wynalazł zapałki rozpalane poprzez potarcie o draskę.
- 1838 – Wojna francusko-meksykańska: francuska flota rozpoczęła bombardowanie portowego miasta Veracruz.
- 1848 – W Cesarstwie Austriackim utworzono rząd Felixa Schwarzenberga.
- 1864 – Niemiecki astronom Robert Luther odkrył planetoidę (82) Alkmene.
- 1866 – W Irkucku zostali rozstrzelani przywódcy wywołanego przez polskich zesłańców powstania zabajkalskiego: Narcyz Celiński, Władysław Kotkowski, Jakub Reiner i Gustaw Szaramowicz.
- 1868 – Około 100 Szejenów zostało zmasakrowanych przez wojsko amerykańskie nad Washita River na Terytorium Indiańskim.
- 1869 – Niemiecki astronom Wilhelm Tempel odkrył kometę krótkookresową 11P/Tempel-Swift-LINEAR.
- 1870 – Wojna francusko-pruska: zwycięstwo wojsk pruskich w bitwie pod Amiens.
- 1879 – Wojna o Pacyfik: zwycięstwo wojsk peruwiańskich nad chilijskimi w bitwie przy oazie Tarapacá.
- 1885 – Práxedes Mateo Sagasta został po raz czwarty premierem Hiszpanii.
- 1887 – Założono argentyński klub piłkarski Quilmes Atlético Club.
- 1891 – Francuski astronom Alphonse Borrelly odkrył planetoidę (322) Phaeo.
- 1895 – Alfred Nobel ufundował nagrodę swojego imienia.
- 1896 – W Lipsku odbyła się premiera opery Kukułka z muzyką Franza Lehára i librettem Felixa Falzariego.
- 1898 – Po zwycięskim antyhiszpańskim powstaniu, na wyspie Negros na Filipinach proklamowano Kantonalną Republikę Negros.
- 1912 – I wojna bałkańska: zwycięstwo wojsk bułgarskich nad tureckimi w bitwie pod Merhamlı.
- 1913 – Zwodowano brytyjski pancernik HMS „Emperor of India”.
- 1918 – Rozpoczęła działalność Narodowa Akademia Nauk Ukrainy (jako Akademii Nauk Ukrainy) w Kijowie.
- 1919:
  - Bułgaria podpisała w Neuilly-sur-Seine traktat pokojowy z ententą.
  - Władze czechosłowackie zmieniły nazwę miasta Ostrawa Polska na Ostrawa Śląska.
- 1920 – Wybuchło antybolszewickie powstanie słuckie w obronie niepodległości Białoruskiej Republiki Ludowej.
- 1922 – Stilianos Gonatas został premierem Grecji.
- 1930 – 291 osób zginęło w trzęsieniu ziemi w Japonii.
- 1938:
  - 24. Pułk Ułanów stoczył bitwę z wojskiem czechosłowackim pod Zdziarem, w czasie której poległ mjr Stefan Rago.
  - Podczas koncertu w Sali Kolumnowej Moskiewskiego Domu Związkowego Walentyna Batiszczewa zaśpiewała po raz pierwszy piosenkę żołnierską Katiusza z muzyką Matwieja Blantera i tekstem Michaiła Isakowskiego.
- 1940:
  - Faszystowska rumuńska Żelazna Gwardia dokonała egzekucji 64 członków rządu byłego króla Karola II (26-27 listopada).
  - Kampania śródziemnomorska: nierozstrzygnięta brytyjsko-włoska bitwa morska koło przylądka Spartivento.
- 1941:
  - II wojna światowa w Afryce: zwycięstwem wojsk alianckich zakończyła się bitwa o Tobruk.
  - Front wschodni: zakończyła się bitwa o Rostów, pierwsza w trakcie wojny wielka bitwa przegrana przez Niemców.
- 1942:
  - Samozatopienie floty francuskiej w Tulonie podczas próby przejęcia jej przez Niemców.
  - W australijskim Brisbane zakończyły się dwudniowe zamieszki pomiędzy żołnierzami australijskimi a amerykańskimi.
- 1943 – Co najmniej 2824 osoby zginęły, a ponad 5 tys. zostało rannych w trzęsieniu ziemi o magnitudzie 7,5 w prowincji Kastamonu na północy Turcji.
- 1944:
  - 157 osób zginęło w wyniku uderzenia niemieckiego rakietowego pocisku balistycznego V-2 na plac w centrum belgijskiej Antwerpii.
  - Bombowce Royal Air Force dokonały nalotu dywanowego na Fryburg Bryzgowijski (Badenia-Wirtembergia), w wyniku którego zginęło 2800 osób, 10 tys. zostało rannych, a 28 tys. straciło dach nad głową.
  - Dokonano oblotu ciężkiego myśliwca Boeing F8B.
  - Niemiecki okręt podwodny U-479 zatonął w Zatoce Fińskiej po wejściu na radziecką minę, w wyniku czego zginęła cała, 51-osobowa załoga.
  - W wyniku wybuchu podziemnego składu amunicji Royal Air Force koło miejscowości Tutbury w Anglii zginęło ok. 70 osób.
  - Wykorzystywany przez Niemców do transportu jeńców norweski statek MS „Rigel” został zatopiony w wyniku nalotu lotnictwa marynarki brytyjskiej, pociągając za sobą przeszło 2,5 tysiąca ofiar.
  - Oblatano prototyp niemieckiego szybowca doświadczalnego Horten Ho XIII.
- 1945 – W ramach operacji „Deadlight” u wybrzeży brytyjskich rozpoczęto zatapianie 115 przejętych po zakończeniu wojny niemieckich U-Bootów.
- 1952 – We Lwowie uruchomiono komunikację trolejbusową.
- 1956 – Podczas XVI Letnich Igrzysk Olimpijskich w Melbourne Elżbieta Krzesińska zdobyła jedyny złoty medal dla Polski, zwyciężając w finale konkursu skoku w dal.
- 1960 – Gordie Howe jako pierwszy gracz ligi NHL zdobył tysięczny punkt w punktacji kanadyjskiej.
- 1962:
  - 97 osób zginęło w katastrofie brazylijskiego Boeinga 707 w stolicy Peru, Limie.
  - Todor Żiwkow został premierem Bułgarii.
- 1964 – Został zdymisjonowany p.o. premiera Bhutanu Lhendup Dorji, a urząd ten zlikwidowano i przywrócono dopiero w 1998 roku.
- 1967 – W USA ukazał się album Magical Mystery Tour grupy The Beatles.
- 1970 – Niezrównoważony psychicznie boliwijski malarz Benjamín Mendoza y Amor Flores usiłował zamordować przebywającego z wizytą na Filipinach papieża Pawła VI.
- 1974 – Zaprezentowano hymn FC Barcelona Cant del Barça.
- 1976 – Premiera filmu Sieć w reżyserii Sidneya Lumeta.
- 1978 – Założono Partię Pracujących Kurdystanu (PKK).
- 1982 – Yasuhiro Nakasone został premierem Japonii.
- 1983:
  - Pod Madrytem rozbił się Boeing 747 kolumbijskich linii lotniczych Avianca, w wyniku czego zginęło 181 spośród 192 osób na pokładzie.
  - Wszedł w życie Kodeks prawa kanonicznego.
- 1987 – Palestyńscy terroryści z organizacji Al-Fatah zasztyletowali w Jerozolimie dwóch tajnych agentów izraelskich sił bezpieczeństwa Szin Bet.
- 1989 – 110 osób zginęło (w tym 3 na ziemi) w wyniku zamachu bombowego przeprowadzonego przez narkotykowy kartel z Medellín na samolot Boeing 727 linii lotniczych Avianca.
- 1990 – John Major został wybrany przez Partię Konserwatywną na następcę Margaret Thatcher na stanowiskach szefa partii i premiera Wielkiej Brytanii.
- 1992 – W Wenezueli doszło do nieudanej próby wojskowego zamachu stanu.
- 1996:
  - Premiera filmu kostiumowego Czarownice z Salem w reżyserii Nicholasa Hytnera.
  - W wyniku referendum zawieszono działalność Rady Najwyższej Republiki Białorusi.
- 2000 – W Norwegii otwarto najdłuższy na świecie tunel drogowy Lærdal (24,51 km).
- 2001 – Anders Fogh Rasmussen został premierem Danii.
- 2004 – Parlament Ukrainy przyjął uchwałę stwierdzającą, że II tura wyborów prezydenckich odbyła się przy masowych naruszeniach ordynacji wyborczej i nie odzwierciedla woli elektoratu.
- 2005:
  - Manuel Zelaya wygrał wybory prezydenckie w Hondurasie.
  - W klinice we francuskim Amiens dokonano pierwszego na świecie przeszczepu fragmentu twarzy pacjentce pogryzionej przez psa.
- 2009 – 26 osób zginęło, a blisko 100 zostało rannych w katastrofie kolejowej „Newskiego Ekspresu” jadącego z Moskwy do Petersburga.
- 2011:
  - Na peryferiach Trypolisu miał miejsce nieudany zamach na życie tymczasowego premiera Libii Abd ar-Rahima al-Kiba, w którym zginęło 2 członków jego delegacji, a 5 zostało rannych.
  - W Osetii Południowej odbyła się II tura unieważnionych później przez Sąd Najwyższy wyborów prezydenckich.
- 2012 – W Ramallah odbyła się ekshumacja zwłok Jasira Arafata.
- 2013 – Premier Łotwy Valdis Dombrovskis podał się do dymisji w związku z katastrofą budowlaną w Rydze, w wyniku której 21 listopada zginęły 54 osoby, a 38 zostało rannych.
- 2019 – Otwarto autostradę Moskwa-Petersburg.
- 2023 – Christopher Luxon został premierem Nowej Zelandii.

## Eksploracja kosmosu
- 1971 – Lądownik radzieckiej sondy Mars 2 jako pierwszy ziemski aparat dotknął powierzchni Marsa. Z powodu twardego lądowania uległ uszkodzeniu i nie przekazał żadnych danych.
- 1980 – Wystrzelono statek kosmiczny Sojuz T-3 z trzynastą misją załogową na stację kosmiczną Salut 6.
- 2001 – Kosmiczny Teleskop Hubble’a dokonał pierwszego pomiaru widma światła planety pozasłonecznej, wykrywając obecność sodu w atmosferze planety Ozyrys.

## Urodzili się
- 111 – Antinous, grecki kochanek cesarza Hadriana (zm. 130)
- 1127 – Xiaozong, cesarz Chin (zm. 1194)
- 1380 – Ferdynand I Sprawiedliwy, król Aragonii (zm. 1416)
- 1422 – Gaston IV de Foix-Grailly, hrabia Foix (zm. 1472)
- 1438 – Gracjan z Kotoru, czarnogórski augustianin, błogosławiony (zm. 1508)
- 1492 – Donato Giannotti, włoski polityk, pisarz polityczny, dramaturg (zm. 1573)
- 1522 – Andrzej Patrycy Nidecki, polski duchowny katolicki, filolog, sekretarz królewski, biskup wendeński (zm. 1587)
- 1635 – Madame de Maintenon, francuska arystokratka (zm. 1719)
- 1648 – Petrus Codde, holenderski duchowny katolicki, arcybiskup, wikariusz apostolski Holandii (zm. 1710)
- 1668 – Henri François d’Aguesseau, francuski polityk (zm. 1751)
- 1669 – Karol Stanisław Radziwiłł, kanclerz wielki litewski (zm. 1719)
- 1676 – Fryderyk Antoni Ulryk, książę Waldeck-Pyrmont (zm. 1728)
- 1684 – Yoshimune Tokugawa, japoński siogun (zm. 1751)
- 1701 – Anders Celsius, szwedzki fizyk, astronom (zm. 1744)
- 1710 – Robert Lowth, brytyjski biskup anglikański, orientalista (zm. 1787)
- 1724 – Vincenzo Maria Altieri, włoski kardynał (zm. 1800)
- 1731 – Gaetano Pugnani, włoski skrzypek, kompozytor (zm. 1798)
- 1735 – Luis Pinto de Sousa Coutinho, portugalski polityk, dyplomata (zm. 1804)
- 1741:
  - Jean-Pierre Duport, francuski wiolonczelista, kompozytor (zm. 1818)
  - Jan Szaster, polski lekarz, farmaceuta, wykładowca akademicki (zm. 1793)
- 1746 – Robert R. Livingston, amerykański prawnik, polityk, dyplomata (zm. 1813)
- 1750:
  - Stanisław Jabłonowski, polski szlachcic, rotmistrz (zm. 1806)
  - Jan Jiří Karl, czeski urzędnik, burmistrz Pragi (zm. 1819)
  - Anton Stamitz, niemiecki kompozytor, skrzypek pochodzenia czeskiego (zm. ?)
- 1753 – Henry Tazewell, amerykański prawnik, polityk, senator (zm. 1799)
- 1759 – Franz Krommer, czeski kompozytor (zm. 1831)
- 1765:
  - Günther von Berg, niemiecki prawnik (zm. 1843)
  - Joanna Antyda Thouret, francuska zakonnica, święta (zm. 1826)
- 1777 – Jan Chrzciciel de Grandville Malletski, francuski inżynier wojskowy w służbie polskiej (zm. 1846)
- 1791 – Truman Smith, amerykański prawnik, sędzia, polityk, senator (zm. 1884)
- 1798 – Andries Pretorius, burski dowódca wojskowy, polityk (zm. 1853)
- 1801 – Aleksandr Warłamow, rosyjski kompozytor (zm. 1848)
- 1804 – Julius Benedict, brytyjski kompozytor, dyrygent pochodzenia niemieckiego (zm. 1885)
- 1809 – Walerian Podlewski, polski ziemianin, polityk, uczestnik powstania listopadowego (zm. 1885)
- 1811 – Bibianna Moraczewska, polska pisarka, działaczka społeczna i niepodległościowa (zm. 1887)
- 1812 – Roundell Palmer, brytyjski arystokrata, polityk (zm. 1895)
- 1814 – Áron Gábor, węgierski major, wynalazca (zm. 1849)
- 1818 – Elisabeth Jerichau-Baumann, duńska malarka pochodzenia polskiego (zm. 1881)
- 1822 – José Selgas, hiszpański poeta, prozaik, dziennikarz (zm. 1882)
- 1823 – Katarzyna od Marii Rodríguez, argentyńska zakonnica, założycielka Zgromadzenia Służebnic Najświętszego Serca Jezusa, błogosławiona (zm. 1896)
- 1829 – Henri de Saussure, szwajcarski entomolog, mineralog (zm. 1905)
- 1831 – Gustav Radde, niemiecki geograf, przyrodnik (zm. 1903)
- 1838 – Jakub Berthieu, francuski jezuita, święty (zm. 1896)
- 1841 – Paul Christoph Hennings, niemiecki botanik, mykolog, samouk (zm. 1908)
- 1845 – Walery Przyborowski, polski historyk, pisarz, uczestnik powstania styczniowego (zm. 1913)
- 1848:
  - Maximilian von Prittwitz und Gaffron, niemiecki generał pułkownik (zm. 1917)
  - Henry Augustus Rowland, amerykański fizyk, wykładowca akademicki (zm. 1901)
- 1849 – Józef Kotarbiński, polski pisarz, krytyk literacki, aktor (zm. 1928)
- 1852 – Władysław Piórek, polski lekarz, działacz społeczno-narodowy (zm. 1926)
- 1853 – Frank Bernard Dicksee, brytyjski malarz (zm. 1928)
- 1854 – Johan Ludvig Heiberg, duński filolog klasyczny, historyk matematyki, wykładowca akademicki (zm. 1928)
- 1857:
  - Franz Komnick, niemiecki przedsiębiorca, konstruktor samochodów (zm. 1938)
  - Charles Sherrington, brytyjski lekarz, fizjolog, neurofizjolog, laureat Nagrody Nobla (zm. 1952)
- 1860:
  - Axel Anderberg, szwedzki architekt (zm. 1937)
  - Józef Gallus, polski pisarz ludowy, drukarz, działacz kulturalny, folklorysta amator, podróżnik (zm. 1945)
- 1861 – Józef Lasocki, polski hrabia, generał dywizji (zm. 1931)
- 1863:
  - Josef Block, niemiecki malarz (zm. 1943)
  - Olha Kobylanśka, ukraińska pisarka, publicystka, tłumaczka (zm. 1942)
  - Józef Puacz, polski malarz-portrecista (zm. 1927)
- 1865:
  - José Asunción Silva, kolumbijski poeta (zm. 1896)
  - Walter Frederick Gale, australijski bankier, astronom amator (zm. 1945)
- 1867 – Charles Koechlin, francuski kompozytor, pedagog, teoretyk muzyki (zm. 1950)
- 1870:
  - Juho Paasikivi, fiński polityk, premier i prezydent Finlandii (zm. 1956)
  - Francesco Pascucci, włoski duchowny katolicki, urzędnik Kurii Rzymskiej, prowikariusz generalny Rzymu (zm. 1945)
- 1873 – Andrzej Galica, polski generał brygady, literat, polityk, poseł na Sejm RP (zm. 1945)
- 1874:
  - František Erben, czeski gimnastyk (zm. 1942)
  - Chaim Weizman, izraelski polityk, prezydent Izraela (zm. 1952)
- 1875:
  - Julius Lenhart, austriacki gimnastyk (zm. 1962)
  - Władysław Orkan, polski pisarz, oficer (zm. 1930)
  - Franz Xaver Schwarz, niemiecki polityk nazistowski (zm. 1947)
- 1876 – Viktor Kaplan, austriacki konstruktor, wynalazca (zm. 1934)
- 1878 – Charles Dvorak, amerykański lekkoatleta, tyczkarz (zm. 1969)
- 1879:
  - Gil Andersen, norwesko-amerykański kierowca wyścigowy (zm. 1935)
  - Hryćko Czuprynka, ukraiński poeta (zm. 1919 lub 1921)
  - Valter Jung, fiński architekt pochodzenia niemieckiego (zm. 1946)
  - Adam Tadeusz Wieniawski, polski kompozytor, pedagog (zm. 1950)
- 1881 – Maria Czerkawska, polska poetka, nowelistka (zm. 1973)
- 1882 – Chris McKivat, australijski rugbysta (zm. 1941)
- 1886 – Tsuguharu Fujita, japoński malarz, grafik, rysownik (zm. 1969)
- 1888 – Witold Sławiński, polski botanik, mikrobiolog (zm. 1962)
- 1889:
  - Stefan Kossecki, polski pułkownik dyplomowany piechoty (zm. 1940?)
  - Jan Weyssenhoff, polski fizyk, działacz sportowy (zm. 1972)
- 1890 – Józef Olszyna-Wilczyński, polski generał brygady (zm. 1939)
- 1891:
  - Edward Makowski, polski działacz niepodległościowy i oficer (zm. 1940)
  - Pedro Salinas, hiszpański poeta, tłumacz (zm. 1951)
- 1893:
  - Thomas Byström, szwedzki jeździec sportowy (zm. 1979)
  - María del Carmen Viel Ferrando, hiszpańska działaczka Akcji Katolickiej, męczennica, błogosławiona (zm. 1936)
  - Stanisław Wiechowicz, polski kompozytor, pedagog (zm. 1963)
- 1894 – Kōnosuke Matsushita, japoński przedsiębiorca (zm. 1989)
- 1895:
  - Nico Dostal, austriacki kompozytor pochodzenia czeskiego (zm. 1981)
  - Anastas Mikojan, radziecki polityk, działacz komunistyczny, przewodniczący Rady Najwyższej ZSRR (zm. 1978)
- 1897 – Vito Genovese, amerykański gangster pochodzenia włoskiego (zm. 1969)
- 1898:
  - Jan Badura, polski działacz robotniczy (zm. 1966)
  - Stefan Policiński, polski rzeźbiarz, malarz, ceramik (zm. 1978)
  - Maria Vetulani de Nisau, polska działaczka niepodległościowa, żołnierz AK, uczestniczka powstania warszawskiego (zm. 1944)
- 1899:
  - Clarence Oldfield, południowoafrykański lekkoatleta, sprinter (zm. 1981)
  - Józef Stogowski, polski hokeista (zm. 1940)
- 1900 – Leon Dreher, polski inżynier mechanik technolog (zm. 1989)
- 1901 – Ted Husing, amerykański komentator sportowy (zm. 1962)
- 1902:
  - Simcha Baba, izraelski polityk (zm. 1973)
  - Ethel Farrell, australijska superstulatka (zm. 2015)
- 1903:
  - Adam Jezior, polski pułkownik, działacz komunistyczny (zm. 1972)
  - Zofia Krókowska, polska taterniczka, harcmistrzyni (zm. 1928)
  - Eugenia Mackiewicz, polska nazaretanka, męczennica, błogosławiona (zm. 1943)
  - Lars Onsager, amerykański fizyk, chemik, matematyk, wykładowca akademicki, laureat Nagrody Nobla pochodzenia norweskiego (zm. 1976)
  - Jerzy Pichelski, polski aktor (zm. 1963)
  - Pilip Piestrak, białoruski pisarz i działacz polityczny (zm. 1978)
  - Mona Washbourne, brytyjska aktorka (zm. 1988)
- 1905 – Aleksander Drej, polski kat, funkcjonariusz UB (zm. 1974)
- 1906:
  - Aharon Awni, izraelski malarz (zm. 1951)
  - Wiktor Wirgiliusz Mieczkowski, polski lekarz, działacz harcerski (zm. 1944)
  - Lajos Szigeti, węgierski bokser (zm. 1974)
- 1907:
  - Eric Brook, angielski piłkarz (zm. 1965)
  - L. Sprague de Camp, amerykański pisarz science fiction i fantasy (zm. 2000)
  - Bazyli (Kostić), serbski biskup prawosławny (zm. 1978)
  - Zygmunt Wieczorek, polski wioślarz, porucznik obserwator RAF (zm. 1942)
- 1908:
  - Telesfor Banaszkiewicz, polski piłkarz, lekkoatleta, ekonomista, porucznik rezerwy piechoty (zm. 1940)
  - Jerzy Dunin-Borkowski, polski farmaceuta, muzeolog, kolekcjoner dzieł sztuki (zm. 1992)
  - Nikołaj Jakowlew, radziecki polityk (zm. 1988)
  - Fiodor Pawłowski, radziecki pułkownik, dowódca partyzancki (zm. 1989)
- 1909:
  - James Agee, amerykański prozaik, poeta, dziennikarz, scenarzysta i krytyk filmowy (zm. 1955)
  - Carlos Arzani, argentyński kierowca wyścigowy (zm. 1952)
  - Nikołaj Nowikow, radziecki polityk (zm. 1971)
- 1910 – Władysław Maćkowiak, polski duchowny katolicki, męczennik, błogosławiony (zm. 1942)
- 1911 – Zygmunt Odrowąż-Zawadzki, polski generał brygady (zm. 2008)
- 1912:
  - Connie Sawyer, amerykańska aktorka (zm. 2018)
  - Yuen Siu-tien, chiński aktor (zm. 1979)
- 1913:
  - Lewis A. Coser, amerykański socjolog pochodzenia żydowskiego (zm. 2003)
  - Carl Lorenz, niemiecki kolarz torowy (zm. 1993)
  - C.C. MacApp, amerykański pisarz science fiction (zm. 1971)
- 1914:
  - Dezső Frigyes, węgierski bokser (zm. 1984)
  - Andrzej Kowalczyk, polski kapral (zm. 1939)
- 1915:
  - Arcził Giełowani, radziecki dowódca wojskowy, marszałek wojsk inżynieryjnych (zm. 1978)
  - Stanisław Skalski, polski generał brygady pilot, as myśliwski (zm. 2004)
  - Donald Ransom Whitney, amerykański statystyk i matematyk (zm. 2007)
- 1916 – Chick Hearn, amerykański komentator sportowy (zm. 2002)
- 1917:
  - Tadeusz Karnkowski, polski major pilot (zm. 2013)
  - Arne Sørensen, duński piłkarz, trener (zm. 1977)
- 1918:
  - Samuel Moore Logan, amerykański kapitan marynarki wojennej (zm. 1944)
  - Borys Paton, ukraiński inżynier elektryk, wykładowca akademicki (zm. 2020)
  - Roman Szydłowski, polski dziennikarz, krytyk teatralny (zm. 1983)
- 1919 – Eduard Switala, niemiecki pułkownik Stasi (zm. 2004)
- 1920:
  - Abe Lenstra, holenderski piłkarz, trener (zm. 1985)
  - Tadeusz Łodziana, polski rzeźbiarz, pedagog (zm. 2011)
  - Spartak Makowski, radziecki pułkownik pilot, as myśliwski (zm. 2000)
  - Jan Szymusiak, polski patrolog, badacz dziejów piśmiennictwa wczesnochrześcijańskiego (zm. 1987)
- 1921:
  - Carlitos, brazylijski piłkarz (zm. 2001)
  - Alexander Dubček, czechosłowacki polityk, I sekretarz KPCz, przewodniczący Zgromadzenia Federalnego (zm. 1992)
  - Ole Sarvig, duński pisarz (zm. 1981)
  - Aleksandr Tokariew, radziecki polityk (zm. 2004)
- 1922:
  - Hall Bartlett, amerykański reżyser, scenarzysta i producent filmowy (zm. 1993)
  - Tadeusz Seemann, polski porucznik, cichociemny (zm. 1992)
- 1923:
  - Juvenal Amarijo, brazylijski piłkarz (zm. 2009)
  - Sofron Mudry, ukraiński duchowny greckokatolicki, biskup iwanofrankowski (zm. 2014)
- 1924:
  - Ivan Bohuš, słowacki historyk regionalny, muzeolog, publicysta (zm. 2018)
  - Anna Branicka-Wolska, polska arystokratka, działacza społeczna, żołnierz AK, uczestniczka powstania warszawskiego (zm. 2023)
  - Nina Cassian, rumuńska poetka (zm. 2014)
- 1925:
  - Derroll Adams, amerykański piosenkarz folkowy (zm. 2000)
  - Kazimierz Janusz, polski działacz opozycyjny (zm. 2014)
  - Claude Lanzmann, francuski reżyser filmów dokumentalnych (zm. 2018)
- 1926:
  - Ołeksandr Berdnyk, ukraiński pisarz science fiction (zm. 2003)
  - Kazimierz Bińkowski, polski siatkarz (zm. 2016)
  - Brian Christen, brytyjsko-kanadyjski krykiecista (zm. 2000)
  - Giuseppe Fabiani, włoski duchowny katolicki, biskup Imoli (zm. 2019)
  - Jaroslav Marek, czeski historyk, wykładowca akademicki (zm. 2011)
  - Mieczysław Marynowicz, polski działacz spółdzielczy, polityk, poseł na Sejm PRL (zm. 1991)
  - Lucienne Schmith, francuska narciarka alpejska (zm. 2022)
  - Joseph Tellechéa, francuski piłkarz (zm. 2015)
- 1927:
  - Carlos Castilho, brazylijski piłkarz, trener (zm. 1987)
  - Marat Gramow, radziecki polityk (zm. 1998)
  - Krystyna Łoboda, polska malarka (zm. 2018)
  - Joseph Brahim Seid, czadyjski pisarz, polityk, dyplomata (zm. 1980)
- 1928 – Josh Kirby, brytyjski malarz, grafik (zm. 2001)
- 1929:
  - Hans-Reinhard Koch, niemiecki duchowny katolicki, biskup pomocniczy Erfurtu (zm. 2018)
  - Peter Lilienthal, niemiecki reżyser, scenarzysta i producent filmowy (zm. 2023)
- 1930:
  - John Crook, brytyjski etolog, nauczyciel buddyzmu chan (zm. 2011)
  - Rudolf Fuksa, czeski agent wywiadu amerykańskiego (zm. 1952)
  - Władimir Maksimow, rosyjski pisarz, dysydent (zm. 1995)
- 1931:
  - Gareth Griffiths, walijski rugbysta (zm. 2016)
  - Juliusz Jerzy Herlinger, polski pisarz (zm. 1985)
  - Danuta Kobylińska-Walas, polska kapitan żeglugi wielkiej (zm. 2025)
  - Maria Piotrowska, polska reżyser dubbingu (zm. 1997)
  - Ja’akow Ziw, izraelski informatyk (zm. 2023)
- 1932:
  - Benigno Aquino, filipiński polityk (zm. 1983)
  - Marco Ferrari, włoski duchowny katolicki, biskup pomocniczy Mediolanu (zm. 2020)
  - Aleksandra Jachtoma, polska artystka plastyk
  - Stanisław Kuniajew, rosyjski poeta, publicysta
  - Anatolij Samocwietow, rosyjski lekkoatleta, młociarz (zm. 2014)
  - Jerzy Wojciechowski, polski działacz harcerski, polityk, poseł na Sejm PRL (zm. 2003)
- 1933:
  - Grażyna Świątecka, polska kardiolog, działaczka społeczna
  - Ewa Wipszycka, polska historyk starożytności, papirolog
- 1934:
  - Łukasz Jedlewski, polski dziennikarz sportowy (zm. 2022)
  - Gracjan Leczyk, polski działacz społeczny, prezydent Torunia
  - Zdzisław Pakuła, polski ekonomista, polityk, prezes NBP (zm. 2009)
  - Luis Palau, amerykański duchowny protestancki, ewangelista, misjonarz (zm. 2021)
  - Stanisław Jan Rostworowski, polski dziennikarz, publicysta, polityk, poseł na Sejm PRL (zm. 2018)
- 1935:
  - Al Jackson, amerykański perkusista, członek zespołu Booker T. and the M.G.’s (zm. 1975)
  - Adam Sławiński, polski kompozytor, twórca muzyki filmowej
- 1936:
  - Adam Chyżewski, polski inżynier, działacz turystyczny (zm. 2011)
  - Dick Ploog, australijski kolarz torowy (zm. 2002)
  - Zajd ar-Rifa’i, jordański dyplomata, polityk, premier Jordanii (zm. 2024)
- 1937:
  - Rodney Bewes, brytyjski aktor (zm. 2017)
  - Cezary Kuleszyński, polski lekkoatleta, płotkarz (zm. 2011)
- 1938:
  - Ljubomir Maksimovič, serbski historyk, mediewista, bizantynolog
  - Mario Monge, salwadorski piłkarz (zm. 2009)
  - Zdzisław Skupień, polski matematyk (zm. 2025)
  - Ragnar Tveiten, norweski biathlonista
- 1939:
  - Laurent-Désiré Kabila, kongijski polityk, prezydent Demokratycznej Republiki Konga (zm. 2001)
  - Canel Konvur, turecka lekkoatletka, skoczkini wzwyż (zm. 2018)
  - István Kozma, węgierski zapaśnik (zm. 1970)
  - Nicolae Manolescu, rumuński pisarz, krytyk literacki, dyplomata, polityk (zm. 2024)
  - Galina Polskich, rosyjska aktorka
  - Józef Puciłowski, polski dominikanin, historyk Kościoła
  - Héctor Salvá, urugwajski piłkarz, trener (zm. 2015)
  - Dudley Storey, nowozelandzki wioślarz (zm. 2017)
  - Janusz Styczeń, polski poeta, dramatopisarz, prozaik (zm. 2022)
- 1940:
  - Bruce Lee, amerykański aktor, zawodnik sztuk walki pochodzenia chińskiego (zm. 1973)
  - Maciej Małecki, polski pianista, kompozytor, twórca muzyki filmowej
  - Józef Zwierzyna, polski piłkarz, trener (zm. 2022)
- 1941:
  - Louis van Dijk, holenderski pianista jazzowy (zm. 2020)
  - Aimé Jacquet, francuski piłkarz, trener
  - Tom Morga, amerykański aktor, kaskader
  - Eddie Rabbitt, amerykański piosenkarz country (zm. 1998)
  - Eduard Sibiriakow, rosyjski siatkarz (zm. 2004)
- 1942:
  - Henry Carr, amerykański lekkoatleta, sprinter, futbolista (zm. 2015)
  - Wolfgang Hackel, niemiecki politolog, menedżer, samorządowiec, polityk
  - Jimi Hendrix, amerykański gitarzysta, wokalista, kompozytor, autor tekstów (zm. 1970)
  - Henryk Hoser, polski duchowny katolicki, pallotyn, misjonarz, lekarz, arcybiskup ad personam, biskup warszawsko-praski (zm. 2021)
  - Vaqif Hüseynov, azerski działacz komunistyczny, szef KGB Azerbejdżańskiej SRR (zm. 2024)
  - Vlastimil Jansa, czeski szachista, trener
  - Robin Lakoff, amerykańska językoznawczyni, socjolingwistka (zm. 2025)
  - Marek Siemek, polski filozof, tłumacz (zm. 2011)
  - René Steichen, luksemburski samorządowiec, polityk
  - Peter Thompson, angielski piłkarz (zm. 2018)
  - Néstor Togneri, argentyński piłkarz (zm. 1999)
- 1943:
  - Kurt Berthelsen, duński piłkarz
  - Nicole Brossard, kanadyjska pisarka
  - Andrew Fluegelman, amerykański prawnik, programista, publicysta (zm. 1985)
  - Jil Sander, niemiecka projektantka mody
  - Herman Suselbeek, holenderski wioślarz
- 1944:
  - Tamara Chmiadaszwili, gruzińska szachistka, sędzia szachowy (zm. 2019)
  - Erich Hamann, niemiecki piłkarz
  - Carlo Scognamiglio, włoski polityk
  - Dalia Teišerskytė, litewska dziennikarka, historyk, polityk (zm. 2023)
  - Trevor Ward-Davies, brytyjski basista, członek zespołu Dave Dee, Dozy, Beaky, Mick & Tich (zm. 2015)
- 1945:
  - Glen Adams, jamajski organista i wokalista reggae, członek zespołów: The Hippy Boys, The Upsetters i The Wailers (zm. 2010)
  - James Avery, amerykański aktor (zm. 2013)
  - Randy Brecker, amerykański trębacz jazzowy
  - Alain de Cadenet, brytyjski kierowca wyścigowy, prezenter telewizyjny (zm. 2022)
  - Wiesław Jędrusik, polski samorządowiec, polityk, poseł na Sejm RP
  - Giuseppe Fiorini Morosini, włoski duchowny katolicki, arcybiskup Reggio Calabria-Bova
  - Anthony Mancini, kanadyjski duchowny katolicki pochodzenia włoskiego, arcybiskup Halifax-Yarmouth
- 1946:
  - Nina Masłowa, rosyjska aktorka
  - Jerzy Masztaler, polski trener piłkarski (zm. 2011)
  - Roland Minnerath, francuski duchowny katolicki, arcybiskup Dijon
  - Ron Rosenbaum, amerykański dziennikarz, pisarz pochodzenia żydowskiego
- 1947:
  - Tony Gakens, belgijski kolarz szosowy
  - Ismail Omar Guelleh, dżibutyjski polityk, prezydent Dżibuti
  - Jan Jeuring, holenderski piłkarz
  - Grigorij Oster, rosyjski prozaik, dramaturg, poeta, scenarzysta
  - Johnny Petersen, duński piłkarz, trener
- 1948:
  - Andrzej Markowski, polski językoznawca, wykładowca akademicki
  - Andrzej Osnowski, polski nauczyciel, związkowiec, polityk, poseł na Sejm RP (zm. 2025)
  - Heide Schmidt, austriacka prawnik, polityk
  - Andrzej Seweryn, polski koszykarz
- 1949:
  - Gerrit Graham, amerykański aktor
  - Wiktor Kuzniecow, rosyjski żużlowiec
  - Werner Langen, niemiecki polityk
  - Emilio Linder, argentyński aktor, muzyk
  - Edmund Maliński, polski nauczyciel, polityk, senator RP
  - Jim Price, amerykański koszykarz
  - Masanori Sekiya, japoński kierowca wyścigowy
  - Dennis Tueart, angielski piłkarz
- 1950:
  - Carl Adams, amerykański zapaśnik
  - Robert Bartlett, brytyjski historyk, mediewista
  - Philippe Delerm, francuski pisarz
  - Shirō Mifune, japoński aktor
- 1951:
  - Bikash Ranjan Bhattacharya, indyjski prawnik, polityk
  - Kathryn Bigelow, amerykańska reżyserka, scenarzystka i producentka filmowa
  - Dražen Dalipagić, serbski koszykarz (zm. 2025)
  - Larry Duffy, irlandzki duchowny katolicki, biskup Clogher
  - Stanisław Estreich, polski prawnik, adwokat, sędzia Trybunału Stanu
  - Ivars Godmanis, łotewski fizyk, polityk, premier Łotwy
  - Leszek Kuk, polski historyk
  - Roberto Leal, portugalski piosenkarz (zm. 2019)
  - Wojciech Leśniak, polski aktor
  - Wojciech Pestka, polski poeta, prozaik, tłumacz (zm. 2023)
  - Barbara Szcześniak, polska aktorka
- 1952:
  - Ewa Stachniak, polska filolog angielska, pisarka
  - Daryl Stuermer, amerykański gitarzysta, członek zespołu Genesis
  - James Wetherbee, amerykański oficer marynarki i lotnictwa, astronauta
  - Bogdan Ziółkowski, polski historyk (zm. 2009)
- 1953:
  - Curtis Armstrong, amerykański aktor
  - Tetiana Bachtejewa, ukraińska lekarka, polityk
  - Steve Bannon, amerykański dziennikarz, doradca polityczny
  - Edyta Geppert, polska piosenkarka
  - Boris Griebienszczikow, rosyjski wokalista, członek zespołu Akwarium
  - Lyle Mays, amerykański pianista jazzowy (zm. 2020)
  - Ryszard Sygitowicz, polski gitarzysta, członek zespołu Perfect
- 1954:
  - Petro Dyminski, ukraiński przedsiębiorca, działacz piłkarski, polityk
  - Zenon Licznerski, polski lekkoatleta, sprinter
  - Kimmy Robertson, amerykańska aktorka
  - Jerzy Włosek, polski pisarz, dziennikarz
- 1955:
  - Jan Berger, czeski piłkarz, trener
  - Walerij Czechow, rosyjski szachista, trener
  - Sarah English, zimbabwejska hokeistka na trawie
  - Janusz Kałużny, polski astronom (zm. 2015)
- 1956:
  - William Fichtner, amerykański aktor pochodzenia niemieckiego
  - Thomas Hörster, niemiecki piłkarz, trener
  - Lionello Manfredonia, włoski piłkarz
  - Nazrin Shah, sułtan malezyjskiego stanu Perak
  - Arkadiusz Skonieczny, polski piłkarz, trener
- 1957:
  - Kenny Acheson, brytyjski kierowca wyścigowy
  - Ian Banbury, brytyjski kolarz torowy i szosowy
  - Caroline Kennedy, amerykańska prawniczka, dyplomatka, pisarka
  - Ana Lilian de la Macorra, meksykańska, aktorka, producentka filmowa, psycholog
  - Kevin O’Connell, amerykański producent muzyczny
- 1958:
  - Paul Gosar, amerykański polityk, kongresmen
  - Roger Graf, polski pisarz
  - Ewa Sudakiewicz, polska aktorka
- 1959:
  - Charlie Burchill, szkocki muzyk, członek zespołu Simple Minds
  - Wiktorija Mułłowa, rosyjska skrzypaczka
  - Barbara Pieczeńczyk, polska lekkoatletka, skoczkini wzwyż
  - Aleksandr Połukarow, rosyjski piłkarz, trener pochodzenia ukraińskiego
  - Zvonko Varga, serbski piłkarz, trener
- 1960:
  - Ugo Cappellacci, włoski samorządowiec, polityk
  - Stéphane Freiss, francuski aktor, reżyser filmowy, telewizyjny i teatralny
  - Patrice Garande, francuski piłkarz, trener
  - Paulina García, chilijska aktorka
  - Jurij Gazzajew, rosyjski piłkarz, trener
  - Eike Immel, niemiecki piłkarz, bramkarz
  - Nigel Marven, brytyjski zoolog, ornitolog, aktor
  - Akinobu Osako, japoński judoka
  - Tim Pawlenty, amerykański polityk pochodzenia polsko-niemieckiego
  - Keith Trask, nowozelandzki wioślarz
  - Julia Tymoszenko, ukraińska ekonomistka, polityk, premier Ukrainy
- 1961:
  - Samantha Bond, brytyjska aktorka
  - Norbert Dickel, niemiecki piłkarz, spiker stadionowy, komentator radiowy
  - Tadeusz Gruszka, polski inżynier mechanik, samorządowiec, polityk, senator RP
  - Mariana Leka, albańska śpiewaczka operowa (mezzosopran)
  - Roman Řehounek, czeski kolarz torowy
  - Grażyna Różańska-Pawłowska, polska wioślarka
- 1962:
  - Charlie Benante, amerykański perkusista, członek zespołu Anthrax
  - Mike Bordin, amerykański perkusista, członek zespołu Faith No More
  - Anna Fic-Lazor, polska konserwator dzieł sztuki, muzeolog
  - Piotr Kiełpikowski, polski florecista
  - Jan Schur, niemiecki kolarz szosowy
  - Davey Boy Smith, brytyjski wrestler (zm. 2002)
- 1963:
  - Władimir Maszkow, rosyjski aktor
  - Miguel Molina, hiszpański aktor, pieśniarz
  - Roland Nilsson, szwedzki piłkarz
  - Mirella Stech, polska siatkarka
- 1964:
  - Ronit Elkabetz, izraelska aktorka (zm. 2016)
  - Roberto Mancini, włoski piłkarz, trener
  - Adam Shankman, amerykański aktor, reżyser i producent filmowy, tancerz
  - Jan Wróbel, polski dziennikarz, publicysta, felietonista, nauczyciel, historyk
- 1965:
  - Rachida Dati, francuska prawnik, polityk pochodzenia marokańsko-algierskiego
  - Kathleen Heddle, kanadyjska wioślarka (zm. 2021)
  - Raffaella Reggi, włoska tenisistka
- 1966:
  - Rolando José Álvarez Lagos, nikaraguański duchowny katolicki, biskup Matagalpy
  - Dean Garrett, amerykański koszykarz
  - Heo Byeong-ho, południowokoreański zapaśnik
  - Ronald Lunas, filipiński duchowny katolicki, biskup Pagadian (zm. 2024)
  - Heinz Ollesch, niemiecki trójboista siłowy, strongman
  - Mark Spoon, niemiecki didżej (zm. 2006)
  - Goran Stevanović, serbski piłkarz, trener
  - Jope Tuikabe, fidżyjski rugbysta
- 1967:
  - João Cunha e Silva, portugalski tenisista
  - Shane Embury, brytyjski muzyk, kompozytor
  - Adam Hutyra, polski aktor, wokalista, reżyser teatralny
  - Andrzej Przeździecki, polski siatkarz
  - Marcin Sendecki, polski dziennikarz, krytyk literacki, poeta
- 1968:
  - Jarosław Barzan, polski montażysta filmowy
  - Greg Boester, amerykański skoczek narciarski (zm. 2023)
  - Stanisław Gawłowski, polski ekonomista, polityk, poseł na Sejm RP
  - Oksana Griszyna, rosyjska kolarka torowa
  - Grzegorz Polewski, polski skoczek spadochronowy
  - Michael Vartan, francuski aktor
- 1969:
  - Patrick Chila, francuski tenisista stołowy
  - Hermán Gaviria, kolumbijski piłkarz (zm. 2002)
  - Catalina Larranaga, amerykańska aktorka
  - Elizabeth Marvel, amerykańska aktorka
  - Doug Sharp, amerykański bobsleista
  - Mariusz Sordyl, polski siatkarz, trener
  - Steffen Wiesinger, niemiecki szablista
- 1970:
  - Han Kang, południowokoreańska pisarka, laureatka Nagrody Nobla
  - Brooke Langton, amerykańska aktorka
  - Kelly Loeffler, amerykańska polityk, senator
  - Achim Mörtl, austriacki kierowca rajdowy
  - Sebastian Synoradzki, polski piłkarz, trener
- 1971:
  - Troy Corser, australijski motocyklista wyścigowy
  - Albiert Diemczenko, rosyjski saneczkarz
  - Gierman Kontojew, rosyjski i białoruski zapaśnik
  - Samantha Smith, brytyjska tenisistka
  - Dmitrij Swatkowski, rosyjski pięcioboista nowoczesny
  - Nick Van Exel, amerykański koszykarz
  - Ilze Viņķele, łotewska polityk
  - Piotr Zakrzewski, polski prawnik, wykładowca akademicki
- 1972:
  - Karim Martusewicz, polski muzyk, lider zespołu Karimski Club
  - Aleksandra Pawelska, polska piłkarka ręczna
  - Maya Pedersen-Bieri, szwajcarska skeletonistka
  - Joe Screen, brytyjski żużlowiec
- 1973:
  - Tadanobu Asano, japoński aktor, reżyser filmowy, poeta, kaligraf, malarz
  - Sharlto Copley, południowoafrykański aktor, reżyser i producent filmowy i teatralny
  - Twista, amerykański raper
- 1974:
  - Wendy Houvenaghel, brytyjska kolarka torowa
  - Jennifer O’Dell, amerykańska aktorka
  - Clément Herizo Rakotoasimbola, madagaskarski duchowny katolicki, biskup Maintirano
  - Parov Stelar, austriacki didżej, producent muzyczny
  - Tom Cato Visnes, norweski muzyk, członek zespołów: Gorgoroth, Sahg, Jotunspor i I
- 1975:
  - Andrian Candu, mołdawski prawnik, polityk
  - Sławomir Paluch, polski piłkarz
  - Edita Pučinskaitė, litewska kolarka szosowa
  - Paweł Strzelecki, polski kompozytor, muzykolog
  - Mette Vestergaard, duńska piłkarka ręczna
  - Jakub Wandachowicz, polski basista, kompozytor, autor tekstów, członek zespołów: Cool Kids of Death i NOT
- 1976:
  - Martin Holm, szwedzki kick-boxer (zm. 2009)
  - Mohamed Tissir, marokański szachista, trener
- 1977:
  - Oksana Chwostenko, ukraińska biathlonistka
  - Fábio Costa, brazylijski piłkarz, bramkarz
  - Branislav Nedimović, serbski samorządowiec, polityk
  - Udhayanidhi Stalin, indyjski aktor, producent filmowy
- 1978:
  - Dawid Ben Dajan, izraelski piłkarz
  - José Iván Gutiérrez, hiszpański kolarz szosowy
  - Jewgienija Isakowa, rosyjska lekkoatletka, płotkarka
  - Jimmy Rollins, amerykański baseballista
  - Tatjana Skotnikowa, rosyjska piłkarka
  - Radek Štěpánek, czeski tenisista
  - The Streets, brytyjski raper
  - Unax Ugalde, hiszpański aktor
  - Tim Yeung, amerykański perkusista metalowy
- 1979:
  - Hilary Hahn, amerykańska skrzypaczka
  - Shūji Hayashi, japoński aktor
  - Brendan Haywood, amerykański koszykarz
  - Eero Heinonen, fiński muzyk, członek zespołu The Rasmus
  - Deniss Kačanovs, łotewski piłkarz
  - Radoslav Kováč, czeski piłkarz
  - Aleksandr Małygin, rosyjski piłkarz pochodzenia ukraińskiego
  - Teemu Tainio, fiński piłkarz
- 1980:
  - Francesco Chicchi, włoski kolarz szosowy
  - Stephanie Cullen, brytyjska wioślarka
  - Christina Fusano, amerykańska tenisistka
  - Hugo Garay, argentyński bokser
  - Loes Gunnewijk, holenderska kolarka szosowa, torowa i przełajowa
  - Władimir Małachow, rosyjski szachista
  - Evi Sachenbacher-Stehle, niemiecka biegaczka narciarska, biathlonistka
- 1981:
  - Bruno Alves, portugalski piłkarz
  - Sabine Englert, niemiecka piłkarka ręczna
  - Maria Ferrand, peruwiańska lekkoatletka, tyczkarka
  - Justyna Nazarczyk, polska piłkarka
- 1982:
  - David Bellion, francuski piłkarz pochodzenia algierskiego
  - Chi Shu-ju, tajwańska taekwondzistka
  - Aleksandr Kierżakow, rosyjski piłkarz
  - Christian Presciutti, włoski piłkarz wodny
- 1983:
  - Professor Green, brytyjski raper
  - Słoń, polski raper
  - Arjay Smith, amerykański aktor
  - Donta Smith, amerykański koszykarz
- 1984:
  - Filip Chajzer, polski dziennikarz i prezenter telewizyjny
  - Georg Grozer, niemiecki siatkarz pochodzenia węgierskiego
  - Daniel Kipchirchir Komen, kenijski lekkoatleta, średniodystansowiec
  - Megitza, polska wokalistka, kontrabasistka, kompozytorka, producentka muzyczna
  - Sanna Nielsen, szwedzka piosenkarka, kompozytorka, autorka tekstów
  - Balthasar Schneider, austriacki skoczek narciarski
  - Helena Sujecka, polska aktorka
  - Lindsey Van, amerykańska skoczkini narciarska
- 1985:
  - Lauren C. Mayhew, amerykańska wokalistka, aktorka
  - Alison Pill, kanadyjska aktorka
- 1986:
  - Anna Baran, polska koszykarka
  - Laura Brown, kanadyjska kolarka szosowa i torowa
  - Gabriel Hauche, argentyński piłkarz
  - Arba Kokalari, szwedzka polityk pochodzenia albańskiego
  - Władisław Kryklij, ukraiński polityk
- 1987:
  - Anastasija Barannikowa, rosyjska skoczkini narciarska
  - Luigi Datome, włoski koszykarz
  - Santiago Giraldo, kolumbijski tenisista
  - Kylie Hutson, amerykańska lekkoatletka, tyczkarka
  - Martin Wildauer, austriacki strongman
  - Mattias Sjögren, szwedzki hokeista
  - Witalij Szczur, rosyjski zapaśnik
- 1988:
  - Andrej Gyłybinow, bułgarski piłkarz
  - Tomas H. Jonasson, szwedzki żużlowiec
  - David Morris, irlandzki snookerzysta
  - Gabriela Polańska, polska siatkarka
  - Miroslav Šmajda, słowacki piosenkarz, muzyk, producent muzyczny
  - Johan Venegas, kostarykański piłkarz
- 1989:
  - Witalij Bialinski, białoruski hokeista, bramkarz
  - Ana Cleger, kubańska siatkarka
  - Misha Cross, polska aktorka pornograficzna
  - Danuta Kazmucha, polska brydżystka
  - Arantxa King, bermudzka lekkoatletka, skoczkini w dal
  - Sercan Sararer, turecki piłkarz
  - Andriej Sobolew, rosyjski snowboardzista
  - Michaił Stefanowicz, białoruski hokeista
  - Amir Waithe, panamski piłkarz
- 1990:
  - Josh Dubovie, brytyjski piosenkarz
  - Patrik Hidi, węgierski piłkarz
  - Rūta Miliūtė, litewska polityk
  - Łukasz Sajewski, polski zawodnik sportów walki
- 1991:
  - Edo Murić, słoweński koszykarz
  - Natalia Pakulska, polska piłkarka
  - JayVaughn Pinkston, amerykański koszykarz
  - Alexia Runggaldier, włoska biathlonistka
- 1992:
  - Alicja Boratyn, polska piosenkarka
  - Laetitia Dugain, francuska gimnastyczka
  - Freddie Kini, salomoński piłkarz
  - Przemysław Smoliński, polski siatkarz
- 1993:
  - Feras Shelbaieh, jordański piłkarz
  - Tola Szlagowska, polska piosenkarka, kompozytorka
  - Benjamin Verbič, słoweński piłkarz
  - Polina Winogradowa, rosyjska tenisistka
- 1994:
  - José Balleza, meksykański skoczek do wody
  - Fernando Gorriarán, urugwajski piłkarz
  - Mouhammadou Jaiteh, francuski koszykarz pochodzenia senegalsko-gambijskiego
- 1995:
  - Roman Jaremczuk, ukraiński piłkarz
  - Mohammad Dżawad Manawineżad, irański siatkarz
  - Dmitri Nağıyev, azerski piłkarz
  - Yves Pambou, kongijski piłkarz
  - Adlet Tiulubajew, rosyjski zapaśnik
- 1996:
  - Marie-Ève Gahié, francuska judoczka
  - Sofja Jewdokimowa, rosyjska łyżwiarka figurowa
  - Amanda Todd, kanadyjska ofiara cyberprzemocy (zm. 2012)
- 1997:
  - Szymon Kiwilsza, polski koszykarz
  - Saydrel Lewis, grenadyjski piłkarz
  - Harold Moukoudi, kameruński piłkarz
- 1998:
  - Moussa Camara, gwinejski piłkarz, bramkarz
  - Cristian Nápoles, kubański lekkoatleta, trójskoczek
  - Damian Przytuła, polski piłkarz ręczny
- 1999:
  - Emma Muscat, maltańska piosenkarka, modelka
  - Constantin Schmid, niemiecki skoczek narciarski
- 2000:
  - Ogechika Heil, niemiecki piłkarz pochodzenia nigeryjskiego
  - Kristoffer Klaesson, norweski piłkarz, bramkarz
- 2001:
  - Mico Ahonen, fiński skoczek narciarski
  - Richard King, jamajski piłkarz
  - Diana Vereș, rumuńska siatkarka
  - Marija Wynnyk, ukraińska zapaśniczka
  - Sołomija Wynnyk, ukraińska zapaśniczka
- 2002:
  - Łuka Bieruława, rosyjsko-gruziński łyżwiarz figurowy
  - Ramadhan Sananta, indonezyjski piłkarz
- 2004 – Marina Stakusic, kanadyjska tenisistka pochodzenia czarnogórskiego
- 2005 – Tuomas Kinnunen, fiński skoczek narciarski

## Zmarli
- 521 p.n.e. – Nabuchodonozor IV, król Babilonii (ur. ?)
- 8 p.n.e. – Horacy, rzymski poeta (ur. 65 p.n.e.)
- 395 – Flawiusz Rufin, rzymski prefekt pretorianów (ur. ok. 335)
- 450 – Elia Galla Placydia, cesarzowa rzymska (ur. ok. 390)
- 511 – Chlodwig I, król Franków (ur. ok. 466)
- 602 – Maurycjusz, cesarz bizantyński (ur. 539)
- 1198 – Konstancja Sycylijska, cesarzowa niemiecka, królowa Sycylii (ur. 1154)
- 1300 – Wisław, polski duchowny katolicki, biskup kujawsko-pomorski (ur. ?)
- 1321 – Kunegunda Czeska, księżna mazowiecka (ur. 1265)
- 1325 – Wit de Habdank, śląski duchowny katolicki, biskup elekt wrocławski (ur. ?)
- 1329 – Mahaut d’Artois, francuska arystokratka (ur. 1268)
- 1346 – Grzegorz Synaita, mnich, odnowiciel hezychazmu, święty prawosławny (ur. ok. 1265)
- 1359 – Grzegorz Palamas, bizantyński duchowny i teolog prawosławny, arcybiskup Salonik, filozof, święty (ur. ok. 1296)
- 1363 – Teodozjusz Tyrnowski, bułgarski mnich prawosławny (ur. ?)
- 1474 – Guillaume Dufay, franko-flamandzki kompozytor (ur. ok. 1400)
- 1503 – Bernardyn z Fossy, włoski franciszkanin, błogosławiony (ur. 1421)
- 1570 – Jacopo Sansovino, włoski rzeźbiarz, architekt (ur. 1486)
- 1592 – (17 listopada wg kal. jul.) Jan III Waza, król Szwecji (ur. 1537)
- 1607 – Juan de Castellanos, hiszpański duchowny katolicki, konkwistador, kronikarz, poeta (ur. 1522)
- 1616 – Andrzej Bobola, polski szlachcic, polityk, doradca i sekretarz królewski (ur. 1540)
- 1619:
  - Jan Iwanaga, japoński męczennik i błogosławiony katolicki (ur. ok. 1555)
  - Antoni Kimura, japoński męczennik i błogosławiony katolicki (ur. ok. 1596)
  - Tomasz Koteda Kyūmi, japoński męczennik i błogosławiony katolicki (ur. ok. 1576)
  - Maciej Kozasa, japoński męczennik i błogosławiony katolicki (ur. ?)
  - Jan Motoyama, japoński męczennik i błogosławiony katolicki (ur. ?)
  - Roman Motoyama Myotarō, japoński męczennik i błogosławiony katolicki (ur. ?)
  - Aleksy Nakamura, japoński męczennik i błogosławiony katolicki (ur. ok. 1561)
  - Leon Nakanishi, japoński męczennik i błogosławiony katolicki (ur. ok. 1577)
  - Maciej Nakano, japoński męczennik i błogosławiony katolicki (ur. ?)
  - Bartłomiej Seki, japoński męczennik i błogosławiony katolicki (ur. ok. 1582)
  - Michał Takeshita, japoński męczennik i błogosławiony katolicki (ur. ok. 1594)
- 1620:
  - Franciszek, książę szczeciński (ur. 1577)
  - Michał Piekarski, polski szlachcic, zamachowiec (ur. 1597)
- 1637 – Krzysztof Sapieha, polski szlachcic, polityk, podstoli wielki litewski (ur. 1590)
- 1661 – Zofia Teofila Daniłowiczówna, polska szlachcianka (ur. 1607)
- 1674 – Franciscus van der Enden, holenderski myśliciel polityczny (ur. 1602)
- 1680 – Athanasius Kircher, niemiecki teolog, jezuita, wynalazca, lekarz, teoretyk muzyczny (ur. 1602)
- 1699 – Damian Stachowicz, polski pijar, kompozytor (ur. 1658)
- 1703 – Richard Kidder, brytyjski biskup i teolog anglikański (ur. 1633)
- 1728 – Joseph Fleuriau d’Armenonville, francuski polityk (ur. 1661)
- 1731 – Innocenty (Irkucki), rosyjski biskup, misjonarz i święty prawosławny (ur. 1680)
- 1749 – Gottfried Heinrich Stölzel, niemiecki kompozytor, teoretyk muzyki (ur. 1690)
- 1754 – Abraham de Moivre, francuski matematyk, pedagog (ur. 1667)
- 1758 – Senesino, włoski śpiewak operowy, kastrat (ur. 1686)
- 1763 – Izabela Maria, księżniczka parmeńska (ur. 1741)
- 1796 – Józef Augustyn Orłowski, polski pijar, tłumacz, pedagog (ur. 1716)
- 1805 – Erdmann Gustaw Henckel von Donnersmarck, pruski arystokrata, pan Tarnowskich Gór, starosta bytomski, baron i hrabia cesarstwa (ur. 1734)
- 1810 – Francesco Bianchi, włoski kompozytor (ur. 1752)
- 1811:
  - Gaspar Melchor de Jovellanos, hiszpański polityk, prawnik, ekonomista, botanik, pisarz (ur. 1744)
  - Andrew Meikle, szkocki inżynier mechanik, wynalazca (ur. 1719)
- 1831 – Marcin Siemieński, polski duchowny katolicki, biskup pomocniczy gnieźnieński (ur. 1758)
- 1838:
  - Georges Mouton, francuski generał, marszałek i par Francji pochodzenia austriackiego (ur. 1770)
  - Ludwik Osiński, polski pisarz, krytyk literacki (ur. 1775)
- 1844 – Maksymilian Kolanowski, polski filolog, pedagog (ur. 1815)
- 1847 – James Ross, amerykański prawnik, polityk (ur. 1762)
- 1852 – Ada Lovelace, brytyjska poetka, matematyk (ur. 1815)
- 1855 – Jacques Arago, francuski podróżnik, rysownik, literat (ur. 1790)
- 1858 – William Loftus, brytyjski archeolog, geolog, podróżnik, odkrywca (ur. 1820)
- 1863 – Leszek Wiśniowski, polski szlachcic, inżynier, wojskowy, dowódca oddziału w powstaniu styczniowym (ur. 1831)
- 1866 – Rozstrzelani przywódcy powstania zabajkalskiego:
  - Narcyz Celiński, polski działacz niepodległościowy, zesłaniec (ur. 1817)
  - Władysław Kotkowski, polski działacz niepodległościowy, zesłaniec (ur. ok. 1840)
  - Jakub Reiner, polski działacz niepodległościowy, zesłaniec (ur. ok. 1840)
- 1868 – Czarny Kocioł, wódz Szejenów Południowych (ur. ok. 1803)
- 1873 – Richard Yates, amerykański polityk (ur. 1815)
- 1875:
  - Joachim Giraldès, portugalsko-francuski anatom, chirurg (ur. 1808)
  - Eugène Schneider, francuski przemysłowiec, metalurg (ur. 1805)
- 1877 – Lucjan Siemieński, polski pisarz, krytyk literacki, tłumacz (ur. 1807)
- 1878 – Prawdomów Wyrzykowski, polski adwokat, działacz niepodległościowy, zesłaniec (ur. 1820)
- 1879 – Florestan Rozwadowski, polski inżynier, powstaniec, topograf, kartograf, badacz Amazonii (ur. 1805)
- 1881 – Theobald Böhm, niemiecki wynalazca, muzyk (ur. 1794)
- 1888 – Wilhelm Hertenstein, szwajcarski polityk, prezydent Szwajcarii (ur. 1825)
- 1895 – Alexandre Dumas (syn), francuski prozaik, dramaturg (ur. 1824)
- 1896:
  - William Francis Ainsworth, brytyjski lekarz, geograf, geolog, podróżnik (ur. 1807)
  - Karol Egon IV Fürstenberg, niemiecki arystokrata (ur. 1852)
- 1897 – Grímur Thomsen, islandzki poeta (ur. 1820)
- 1899 – Constant Fornerod, szwajcarski polityk, prezydent Szwajcarii (ur. 1819)
- 1900 – Cushman Kellogg Davis, amerykański polityk (ur. 1838)
- 1901 – Sławi Merdżanow, bułgarski anarchista, rewolucjonista (ur. 1876)
- 1904 – Paul Tannery, francuski inżynier, matematyk (ur. 1843)
- 1906 – Franciszek Piekosiński, polski historyk, heraldyk, prawnik, wykładowca akademicki (ur. 1844)
- 1907 – Ricardo Castro Herrera, meksykański pianista, kompozytor (ur. 1864)
- 1909 – Kazimierz Oppeln-Bronikowski, polski polonista, germanista, pedagog, tłumacz (ur. 1861)
- 1910:
  - Nikanor (Kamienski), rosyjski biskup prawosławny (ur. 1847)
  - Stanisław Kierbedź, polski inżynier komunikacji, budowniczy kolei, odkrywca złóż ropy naftowej, filantrop (ur. 1845)
- 1911 – Josef Anton Schobinger, szwajcarski polityk (ur. 1849)
- 1912 – Paul Jackisch, niemiecki architekt, polityk (ur. 1825)
- 1916:
  - Robert Bertil Poppius, fiński entomolog (ur. 1876)
  - Émile Verhaeren, belgijski poeta (ur. 1855)
- 1917 – Franciszek Flaum, polski rzeźbiarz pochodzenia niemieckiego (ur. 1866)
- 1918:
  - Arcangela Badosa Cuatrecasas, hiszpańska zakonnica, Służebnica Boża (ur. 1878)
  - Belfort Duarte, brazylijski piłkarz, trener (ur. 1883)
  - Bohumil Kubišta, czeski malarz, grafik, teoretyk sztuki (ur. 1884)
- 1920:
  - Luigi Bertelli, włoski pisarz, dziennikarz (ur. 1858)
  - Alexius Meinong, austriacki filozof, wykładowca akademicki (ur. 1853)
- 1922:
  - Dugald Thomson, australijski przedsiębiorca, polityk (ur. 1849)
  - Edward Wydrzyński, polski kapitan piechoty (ur. 1892)
- 1923 – Tage Reedtz-Thott, duński polityk, premier Danii (ur. 1839)
- 1925:
  - Maurice Bizot, francuski pilot wojskowy, as myśliwski (ur. 1896)
  - Roger de La Fresnaye, francuski malarz (ur. 1885)
  - Józef Nentwig, polski działacz państwowy, wiceprezes NIK (ur. 1858)
  - Jan Kanty Roliński, polski pułkownik piechoty (ur. 1869)
- 1927 – Henryk Sokołowski, polski malarz (ur. 1891)
- 1928 – Tsukasa Hirota, japoński pediatra, wykładowca akademicki (ur. 1859)
- 1929 – Szczepan Mikołajski, polski lekarz, dziennikarz, esperantysta, działacz polityczny (ur. 1861)
- 1930 – John Quayle, amerykański polityk (ur. 1868)
- 1931:
  - David Bruce, szkocki lekarz wojskowy, mikrobiolog (ur. 1855)
  - Lia de Putti, węgierska aktorka (ur. 1897)
  - Włodzimierz (Sokołowski-Awtonomow), rosyjski biskup prawosławny (ur. 1852)
- 1932 – Daminik Siamaszka, białoruski i litewski polityk, działacz społeczny (ur. 1878)
- 1934 – Walerian Kronenberg, polski ogrodnik, planista (ur. 1859)
- 1936:
  - Álvaro Alcalá Galiano, hiszpański malarz (ur. 1873)
  - Edward Bach, brytyjski patolog, bakteriolog, homeopata (ur. 1886)
  - Bertold Bretholz, czeski i niemiecki historyk, archiwista pochodzenia żydowskiego (ur. 1892)
  - Basil Zaharoff, grecki handlarz uzbrojeniem, finansista (ur. 1849)
- 1937:
  - Siergiej Andriejew, radziecki polityk (ur. 1905)
  - Wsewołod Bałycki, radziecki polityk, funkcjonariusz służb specjalnych (ur. 1892)
  - Taras Charieczko, radziecki polityk (ur. 1893)
  - Wasilij Czemodanow, radziecki polityk (ur. 1903)
  - Boris Elcyn, radziecki polityk (ur. 1875)
  - Aino Forsten, fińska działaczka socjalistyczna i komunistyczna, polityk (ur. 1885)
  - Felix Hamrin, szwedzki przemysłowiec, polityk, premier Szwecji (ur. 1875)
  - Moisiej Kałmanowicz, radziecki polityk pochodzenia żydowskiego (ur. 1888)
  - Anna Kałygina, radziecka polityk (ur. 1895)
  - Awerkiusz (Kiedrow), rosyjski biskup prawosławny, święty nowomęczennik (ur. 1879)
  - Nikołaj Komarow, radziecki polityk (ur. 1886)
  - Isidor Lubimow, radziecki wojskowy, polityk (ur. 1882)
  - Filipp Miedwied´, radziecki funkcjonariusz służb specjalnych (ur. 1890)
  - Ernest Albert Le Souef, australijski zoolog, wykładowca akademicki (ur. 1869)
  - Iwan Moskwin, radziecki polityk (ur. 1890)
  - Iwan Nosow, radziecki polityk (ur. 1888)
  - Jan Olski, polski i radziecki działacz komunistyczny, funkcjonariusz służb specjalnych (ur. 1898)
  - Ruben Rubenow, radziecki polityk (ur. 1894)
  - Daniił Sulimow, radziecki polityk (ur. 1891)
  - Alaksandr Usciłowicz, radziecki polityk (ur. 1897)
  - Jewgienij Weger, radziecki polityk (ur. 1899)
  - Wilhelm Weinberg, niemiecki lekarz, genetyk (ur. 1862)
  - Zygmunt Zabierzowski, polski prawnik, porucznik piechoty, polityk (ur. 1891)
- 1938:
  - Otto Dempwolff, niemiecki językoznawca, antropolog, wykładowca akademicki (ur. 1871)
  - Władysław Micewicz, polski inżynier górnik (ur. 1883)
  - Stefan Rago, polski major (ur. 1896)
  - Szymon Rak-Michajłowski, białoruski i polski publicysta, pedagog, polityk, poseł na Sejm RP (ur. 1885)
- 1939 – Marian Chilewski, polski pułkownik piechoty, działacz niepodległościowy (ur. 1892)
- 1940:
  - Nicolae Iorga, rumuński historyk, krytyk literacki, pamiętnikarz, poeta, polityk (ur. 1871)
  - Virgil Madgearu, rumuński ekonomista, socjolog, polityk (ur. 1887)
  - Mihail Moruzov, rumuński funkcjonariusz służb specjalnych (ur. 1887)
- 1941:
  - Wincenty Jasiewicz, polski pułkownik kawalerii (ur. 1891)
  - Ansis Petrevics, łotewski prawnik, dziennikarz, polityk (ur. 1882)
  - Stanisław Szulmiński, polski duchowny katolicki, Sługa Boży (ur. 1894)
- 1943:
  - Nikołaj Korolow, radziecki żołnierz (ur. 1921)
  - Stefan Rowiński, polski księgarz, działacz społeczny i polityczny (ur. 1875)
- 1944:
  - Leonardo Bello, włoski franciszkanin, generał zakonu (ur. 1882)
  - Teodor Bujnicki, polski poeta, satyryk (ur. 1907)
  - Leonid Mandelstam, rosyjski fizyk, wykładowca akademicki pochodzenia żydowskiego (ur. 1879)
- 1945 – Lew Łyszczinski-Trojekurow, rosyjski urzędnik państwowy, prozaik, poeta, publicysta, emigracyjny działacz prawosławny (ur. 1888)
- 1946:
  - Ludwik Augustyniak, polski żołnierz AK, uczestnik podziemia antykomunistycznego (ur. 1898)
  - Tadeusz Ośko, polski żołnierz AK, uczestnik podziemia antykomunistycznego (ur. 1913)
- 1947 – Boris Rybkin, radziecki pułkownik, funkcjonariusz służb specjalnych, dyplomata (ur. 1899)
- 1948:
  - Stanisław Dydo, polski żołnierz AK i WiN, uczestnik podziemia antykomunistycznego (ur. 1922)
  - Jan Klamut, polski żołnierz WP, ZWZ i AK, uczestnik podziemia antykomunistycznego (ur. 1913)
  - Ludwik Marszałek, polski oficer WP i AK, uczestnik podziemia antykomunistycznego (ur. 1912)
  - Stefan Pawlik, polski podporucznik AK (ur. 1921)
  - Kurt Schupke, niemiecki funkcjonariusz i zbrodniarz nazistowski (ur. 1898)
  - Edgar A. Sharp, amerykański polityk (ur. 1876)
- 1950 – Józef Dzioba, polski duchowny katolicki, pedagog (ur. 1891)
- 1951 – Božena Slančíková-Timrava, słowacka pisarka, feministka (ur. 1867)
- 1952 – Johann Böhm, niemiecki chemik, wykładowca akademicki (ur. 1895)
- 1953:
  - Henri Bernstein, francuski dramaturg pochodzenia żydowskiego (ur. 1876)
  - Eugene O’Neill, amerykański dramaturg, laureat Nagrody Nobla (ur. 1888)
- 1954 – Juan Gualberto Guevara, peruwiański duchowny katolicki, arcybiskup Limy i prymas Peru, kardynał (ur. 1882)
- 1955:
  - Luís de Freitas Branco, portugalski kompozytor, pedagog, muzykolog (ur. 1890)
  - Arthur Honegger, szwajcarski kompozytor (ur. 1892)
  - Emma Jung, szwajcarska psychoanalityk (ur. 1882)
  - Edward Mycielski-Trojanowski, polski właściciel ziemski, podróżnik, działacz społeczny i gospodarczy (ur. 1878)
  - Tadeusz Zwoliński, polski kartograf, autor przewodników, speleolog, fotograf (ur. 1893)
- 1956:
  - Franciszek Fiedler, polski historyk ruchu robotniczego, wykładowca akademicki, działacz komunistyczny, polityk, poseł na Sejm PRL pochodzenia żydowskiego (ur. 1880)
  - Peet Stol, holenderski piłkarz (ur. 1880)
- 1957:
  - Muriel Beaumont, brytyjska aktorka (ur. 1876)
  - Franciszek Sonik, polski duchowny katolicki, biskup pomocniczy kielecki (ur. 1885)
- 1958:
  - Georgi Damjanow, bułgarski i radziecki wojskowy, polityk (ur. 1892)
  - Walter Pach, amerykański malarz, krytyk sztuki (ur. 1883)
  - Artur Rodziński, polski dyrygent (ur. 1892)
- 1959 – Iwan Latyszewski, ukraiński duchowny greckokatolicki, biskup pomocniczy stanisławowski (ur. 1879)
- 1960:
  - Dmitrij Jefriemow, radziecki polityk (ur. 1900)
  - Gunnar Kaasen, norweski maszer, podróżnik (ur. 1882)
- 1962:
  - Otto Kleingünther, niemiecki funkcjonariusz i zbrodniarz nazistowski (ur. 1896)
  - Otfried Reck, niemiecka ofiara muru berlińskiego (ur. 1944)
  - Radzisław Wodziński, polski prawnik, adwokat, notariusz, polityk, senator RP (ur. 1884)
  - Lucjan Szulc, polski podpułkownik artylerii (ur. 1882)
- 1964 – Leon Scharmach, polski duchowny katolicki, misjonarz, biskup, wikariusz apostolski Rabaul (ur. 1896)
- 1965:
  - Jan Bielatowicz, polski prozaik, poeta, publicysta, krytyk literacki, redaktor, bibliograf (ur. 1913)
  - Witold Grodzki, polski aktor (ur. 1905)
- 1966 – Wenzel Jaksch, niemiecki polityk (ur. 1896)
- 1967 – Léon M’ba, gaboński polityk, premier i prezydent Gabonu (ur. 1902)
- 1968 – Hermann von Valta, niemiecki bobsleista (ur. 1900)
- 1969:
  - Stanisław Kryzan, polski psychiatra (ur. 1877)
  - László Székely, węgierski piłkarz, trener (ur. 1910)
- 1970 – Jaap van de Griend, holenderski piłkarz (ur. 1904)
- 1971:
  - Jan Brzoza, polski pisarz, publicysta, autor słuchowisk radiowych, działacz komunistyczny (ur. 1900)
  - Zenon Kononowicz, polski malarz, grafik, pedagog (ur. 1903)
- 1972 – Aleksander Tarnowski, polski generał brygady (ur. 1898)
- 1973 – Henry Kawecki, amerykański inżynier, chemik, metalurg, przedsiębiorca pochodzenia polskiego (ur. 1912)
- 1975:
  - Aleksander Lech Godlewski, polski etnograf, antropolog (ur. 1905)
  - Ross McWhirter, brytyjski sportowiec, dziennikarz, polityk (ur. 1925)
- 1976:
  - Stanisław Nędza-Kubiniec, polski pisarz (ur. 1897)
  - Jacek Żuławski, polski malarz, grafik, pedagog, taternik, żeglarz (ur. 1907)
- 1978 – Harvey Milk, amerykański polityk (ur. 1930)
- 1979 – Walter Dietrich, szwajcarski piłkarz, trener (ur. 1902)
- 1981:
  - Cláudio Coutinho, brazylijski trener piłkarski (ur. 1939)
  - Rafał Gerber, polski historyk, archiwista, wykładowca akademicki (ur. 1909)
  - Bartosz Janiszewski, polski dziennikarz, publicysta (ur. 1931)
  - Lotte Lenya, austriacka aktorka, piosenkarka (ur. 1898)
  - Iwan Managarow, radziecki generał pułkownik (ur. 1898)
- 1982:
  - Filip Kutew, bułgarski kompozytor, dyrygent (ur. 1903)
  - René Quitral, chilijski piłkarz, bramkarz (ur. 1920)
- 1983:
  - Kazimierz Łastawiecki, polski aktor, reżyser teatralny, felietonista (ur. 1934)
  - Harrie Massey, australijski fizyk matematyczny, wykładowca akademicki (ur. 1908)
  - Marta Traba, argentyńska pisarka, historyk sztuki, wykładowczyni akademicka (ur. 1930)
- 1984 – George Howard, brytyjski arystokrata, wojskowy, polityk (ur. 1920)
- 1985:
  - Stanisław Ryszard Dobrowolski, polski pisarz, tłumacz (ur. 1907)
  - André Hunebelle, francuski reżyser filmowy (ur. 1896)
- 1986:
  - Zofia Gomułkowa, polska działaczka komunistyczna, pierwsza dama pochodzenia żydowskiego (ur. 1902)
  - Augustyn Pocwa, polski piłkarz, trener (ur. 1930)
- 1988 – John Carradine, amerykański aktor (ur. 1906)
- 1989:
  - Carlos Arias Navarro, hiszpański arystokrata, prawnik, polityk, premier Hiszpanii (ur. 1908)
  - Zulfikar Džumhur, jugosłowiański pisarz, scenarzysta, karykaturzysta (ur. 1920)
  - Anatolij Flaume, rosyjski pisarz emigracyjny (ur. 1912)
- 1990 – Jan Tokarski, polski podporucznik (ur. 1897)
- 1991:
  - Zdzisław Czarny, polski chemik, wykładowca akademicki (ur. 1927)
  - Vilém Flusser, czesko-brazylijski filozo pochodzenia żydowskiego (ur. 1920)
- 1992:
  - Wiktoria Frydecka, polska architekt (ur. 1901)
  - Ivan Generalić, chorwacki malarz naiwny (ur. 1914)
  - Kazimierz Lachowicz, polski mikrobiolog, epidemiolog, wykładowca akademicki (ur. 1909)
- 1993:
  - Einar Landvik, norweski narciarz, specjalista kombinacji norweskiej (ur. 1898)
  - Tadeusz Mann, polski biochemik, wykładowca akademicki (ur. 1908)
  - Guido Masetti, włoski piłkarz, bramkarz, trener (ur. 1907)
  - Boris Matkin, radziecki polityk (ur. 1920)
  - Irena Stawowy, polska pedagog (ur. 1926)
- 1994:
  - Harald Christensen, duński kolarz torowy (ur. 1907)
  - Per Federspiel, duński prawnik, polityk (ur. 1905)
- 1995:
  - Mieczysław Klimaszewski, polski geograf, geomorfolog (ur. 1908)
  - Abdon Stryszak, polski lekarz weterynarii (ur. 1908)
- 1996:
  - Lili Berger, polsko-żydowska pisarka, krytyk literacki, działaczka francuskiego ruchu oporu (ur. 1916)
  - Vladimir Firm, jugosłowiański piłkarz (ur. 1923)
- 1997:
  - Jules Henriet, belgijski piłkarz (ur. 1918)
  - Andrzej Jochelson, polski prawnik, adwokat, pisarz, tłumacz (ur. 1911)
  - Jarosław Pietrzyk, polski działacz partyjny i państwowy, prezydent Łodzi i wojewoda łódzki (ur. 1942)
  - Mieczysław Wejman, polski malarz, grafik, pedagog (ur. 1912)
- 1998 – Stanisław Zawacki, polski duchowny katolicki (ur. 1927)
- 1999:
  - Arturo Fernández, peruwiański piłkarz, trener (ur. 1906)
  - Hiro Matsuda, japoński wrestler (ur. 1937)
  - Henryk Mosing, polski duchowny katolicki, epidemiolog (ur. 1910)
- 2000:
  - Willie Cunningham, szkocki piłkarz, trener (ur. 1925)
  - Ferry Petterson, holenderski piłkarz (ur. 1938)
- 2001:
  - Heinz Läuppi, szwajcarski kolarz torowy (ur. 1936)
  - Marguerite Nicolas, francuska lekkoatletka, skoczkini wzwyż (ur. 1916)
- 2002:
  - Stanley Black, brytyjski dyrygent, pianista jazzowy, kompozytor i aranżer muzyki rozrywkowej (ur. 1913)
  - Gilberto Sola, argentyński piłkarz (ur. 1928)
- 2003:
  - Ronald Douglas Lawrence, kanadyjski pisarz, przyrodnik (ur. 1921)
  - Riccardo Malipiero, włoski kompozytor, pianista, krytyk i pedagog muzyczny (ur. 1924)
  - Jangos Pesmazoglu, grecki ekonomista, wykładowca akademicki, polityk (ur. 1918)
  - Lilian Seymour-Tułasiewicz, polska pisarka (ur. 1912)
- 2004 – Gunder Hägg, szwedzki lekkoatleta, średniodystansowiec (ur. 1918)
- 2005:
  - Jocelyn Brando, amerykańska aktorka (ur. 1919)
  - Franz Schönhuber, niemiecki dziennikarz, polityk, eurodeputowany (ur. 1923)
- 2008 – Vishwanath Pratap Singh, indyjski polityk, premier Indii (ur. 1931)
- 2010 – Irvin Kershner, amerykański aktor, reżyser filmowy (ur. 1923)
- 2011:
  - April Phumo, południowoafrykański piłkarz, trener (ur. 1937)
  - Ken Russell, brytyjski reżyser filmowy (ur. 1927)
  - Gary Speed, walijski piłkarz, trener (ur. 1969)
  - Narmaxonmadi Xudoyberdiyev, uzbecki i radziecki polityk (ur. 1928)
- 2012:
  - Erik Izraelewicz, francuski dziennikarz pochodzenia polsko-żydowskiego (ur. 1954)
  - Pascal Kalemba, kongijski piłkarz (ur. 1979)
  - Kazimierz Suder, polski duchowny katolicki, protonotariusz apostolski (ur. 1922)
- 2013:
  - Lewis Collins, brytyjski aktor (ur. 1946)
  - Krzysztof Opawski, polski ekonomista, polityk, minister infrastruktury (ur. 1950)
  - Dawid Peleg, izraelski historyk, dyplomata (ur. 1942)
  - Nílton Santos, brazylijski piłkarz (ur. 1925)
  - Waldemar Świerzy, polski malarz, grafik, plakacista (ur. 1931)
- 2014:
  - Wanda Błeńska, polska lekarka, podporucznik AK, misjonarka, Służebnica Boża (ur. 1911)
  - Phillip Hughes, australijski krykiecista (ur. 1988)
  - P.D. James, brytyjska pisarka (ur. 1920)
  - Stanisław Mikulski, polski aktor (ur. 1929)
- 2015:
  - José Benedito Simão, brazylijski duchowny katolicki, biskup São Paulo i Assis (ur. 1951)
  - Władysław Jerzy Wężyk, polski dyplomata, działacz gospodarczy (ur. 1938)
- 2016:
  - Marcin Babko, polski muzyk, dziennikarz muzyczny, pisarz, tłumacz (ur. 1975)
  - Sofokli Koçi, albański rzeźbiarz (ur. 1948)
  - Adam Socha, polski dziennikarz sportowy (ur. 1930)
- 2017:
  - Robert Batailly, francuski polityk, eurodeputowany (ur. 1934)
  - Piotr Koczan, polski siatkarz, trener (ur. 1955)
  - Józef Kwiecień, polski polityk, samorządowiec, marszałek województwa świętokrzyskiego (ur. 1944)
- 2018:
  - Ryszard Janik, polski duchowny luterański, teolog, publicysta (ur. 1930)
  - Johnny Maddox, amerykański pianista (ur. 1927)
  - Maria Rostworowska, polska pisarka, tłumaczka języka francuskiego (ur. 1949)
- 2019:
  - Stefan Danaiłow, bułgarski aktor, polityk, minister kultury (ur. 1942)
  - Godfrey Gao, tajwański aktor, model (ur. 1984)
- 2020:
  - Kevin Burnham, amerykański żeglarz sportowy (ur. 1956)
  - Špiro Guberina, chorwacki aktor (ur. 1933)
  - Parviz Pourhosseini, irański aktor (ur. 1941)
  - Tadeusz Roman, polski operator filmowy, uczestnik powstania warszawskiego (ur. 1929)
  - Piotr Strojnowski, polski wokalista i muzyk reggae, współzałożyciel i lider zespołu Daab (ur. 1958)
- 2021:
  - Doug Cowie, szkocki piłkarz (ur. 1926)
  - Milutin Mrkonjić, serbski inżynier, polityk, minister infrastruktury, energii i transportu (ur. 1942)
- 2022:
  - Richard Baawobr, ghański duchowny katolicki, biskup Wa, kardynał (ur. 1959)
  - Gábor Csapó, węgierski piłkarz wodny (ur. 1950)
  - Maurice Norman, angielski piłkarz (ur. 1934)
- 2023:
  - Mary Cleave, amerykańska astronautka (ur. 1947)
  - Bogusław Gorski, polski działacz sportowy, polityk (ur. 1935)
  - Paweł Huelle, polski pisarz, poeta (ur. 1957)
  - Victor J. Kemper, amerykański operator filmowy (ur. 1927)
  - Frances Sternhagen, amerykańska aktorka (ur. 1930)
  - Dalia Teišerskytė, litewska dziennikarka, historyk, polityk (ur. 1944)
- 2024:
  - Maria Alexandru, rumuńska tenisistka stołowa (ur. 1939)
  - Zygmunt Brachmański, polski rzeźbiarz, medalier (ur. 1936)
  - Thomas Hylland Eriksen, norweski antropolog społeczny, publicysta (ur. 1962)
  - Georges Gilson, francuski duchowny katolicki, biskup Le Mans, arcybiskup Sens, prałat terytorialny Mission de France (ur. 1929)